# Christache Teodoru
Christache Teodoru (n. 2 ian. 1881- d. 17 sept. 1947) a fost avocat în Galați, Președinte de Comisie Interimară și apoi Primar al orașul Galați.

## Activitate profesională
Christache Teodoru, gălățean de origine, a fost licențiat al facultății de drept din București.
Christache Teodoru a fost Decanul Baroului de Covurlui.
"Decanul de azi continuă pe cel de odinioară în strălucirea sobră a talentului profesional, în înțelesul bun și fericit pe care-l dă vieții, în afară de profesiune, în eleganța cu care conduce cea mai independentă și mai rebelă asociație de personalități disparate și în dragostea cu care-i răsplătit pentru tot rezultatul acesta frumos " (Siluete gălățene)
În timpul primului Război Mondial a fost căpitan de rezerva în Regimentul 51 Infanterie, unde s-a purtat cu o deosebita bravură, căzând grav rănit in luptele din Dobrogea.
Ca primar al orașului Galați a făcut o serie de imperioase îmbunătățiri edilitare și a dat concurs tuturor celor ce i-au solicitat sprijinul.
În 1931 îl găsim în Comitetul General al Societății V.A. Urechia printre Andrei Anton, directorul liceului V. Alecsandri, Cozma Petrovici, Episcopul Dunării de Jos, G.P. Scheianu, Prim Președinte al Tribunalului Galați.
În 1930 in timp ce era primar a cedat un teren Societății V.A. Urechia pentru construcția Palatului Culturii.
În 18 august 1933 eliberează autorizația de construcție a Palatulul Culturii în strada Domnească nr. 59 cu scutire de plata oricăror taxe cuvenite municipiului.

## Activitate politică
A activat în cadrul Partidului Național Țărănesc unde după moartea lui Ioan Magura a devenit președintele organizației locale.
Christache Teodoru a fost pe rând, Primar al municipiului Galați de la 7 decembrie 1928 pâna la 27 mai 1931 și de la Octombrie 1932 pâna la 24 noiembrie 1933 și Deputat de Covurlui de la Iulie 1932 pâna la Noiembrie 1933.
S-a retras din Partidul Național Țărănesc în urma unor divergențe cu membrii organizației, urmând pe dl. Alexandru Vaida-Voievod care a înființat organizația de lupta națională Frontul Românesc. A fost președintele Frontului Românesc la Covurlui, președintele comitetului școlar al Școalei Normale de băieți C. Negri și consilier de drept al Municipiului Galați.
Astfel acest om de seama al orașului Galați a știut să-și facă suprema datorie oriunde l-a pus soarta.